# Hydrillodes inversa
Hydrillodes inversa là một loài bướm đêm trong họ Noctuidae.